# Cañadón Escondido

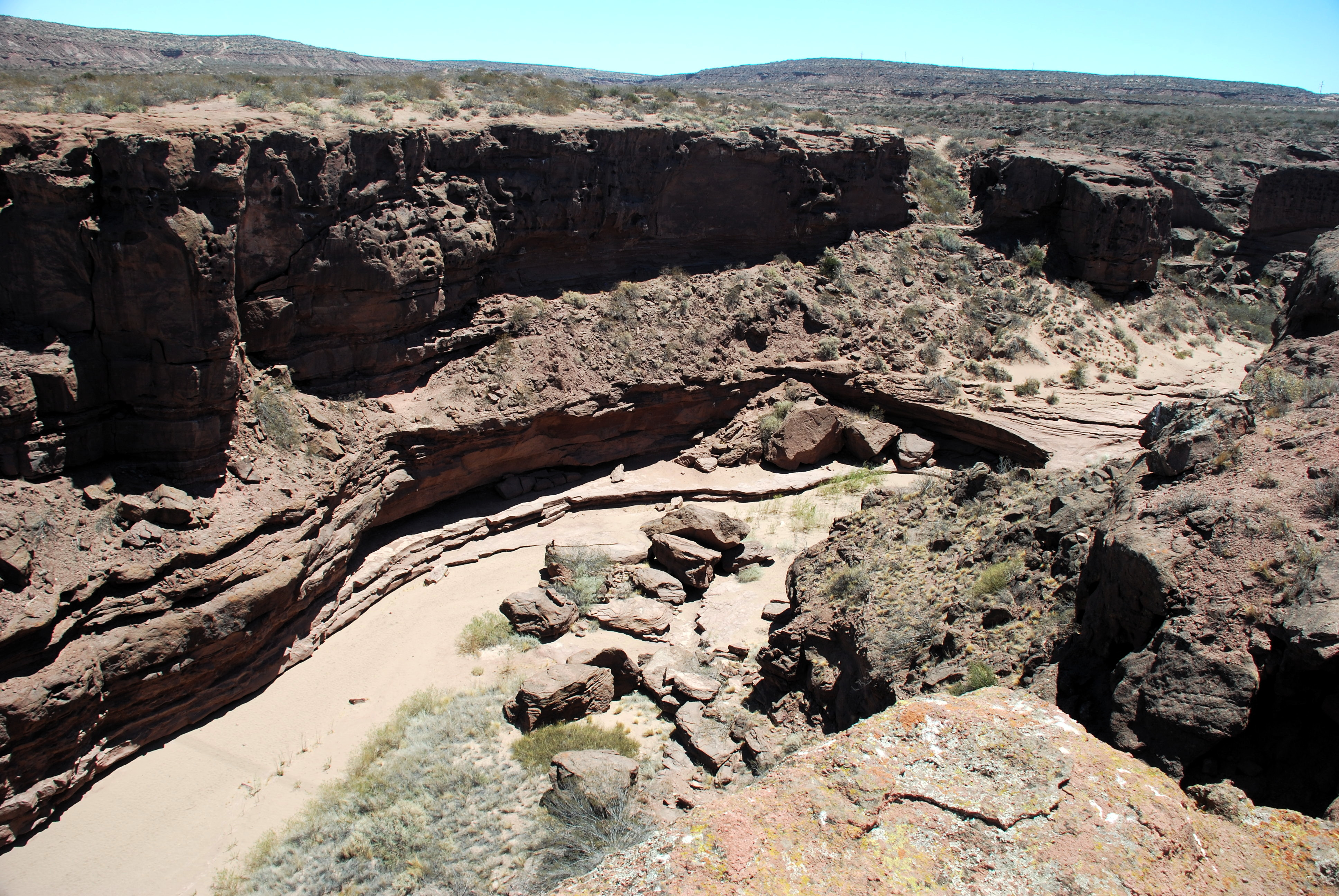
Vista por dentro del Cañadón Escondido, capturado en 2012

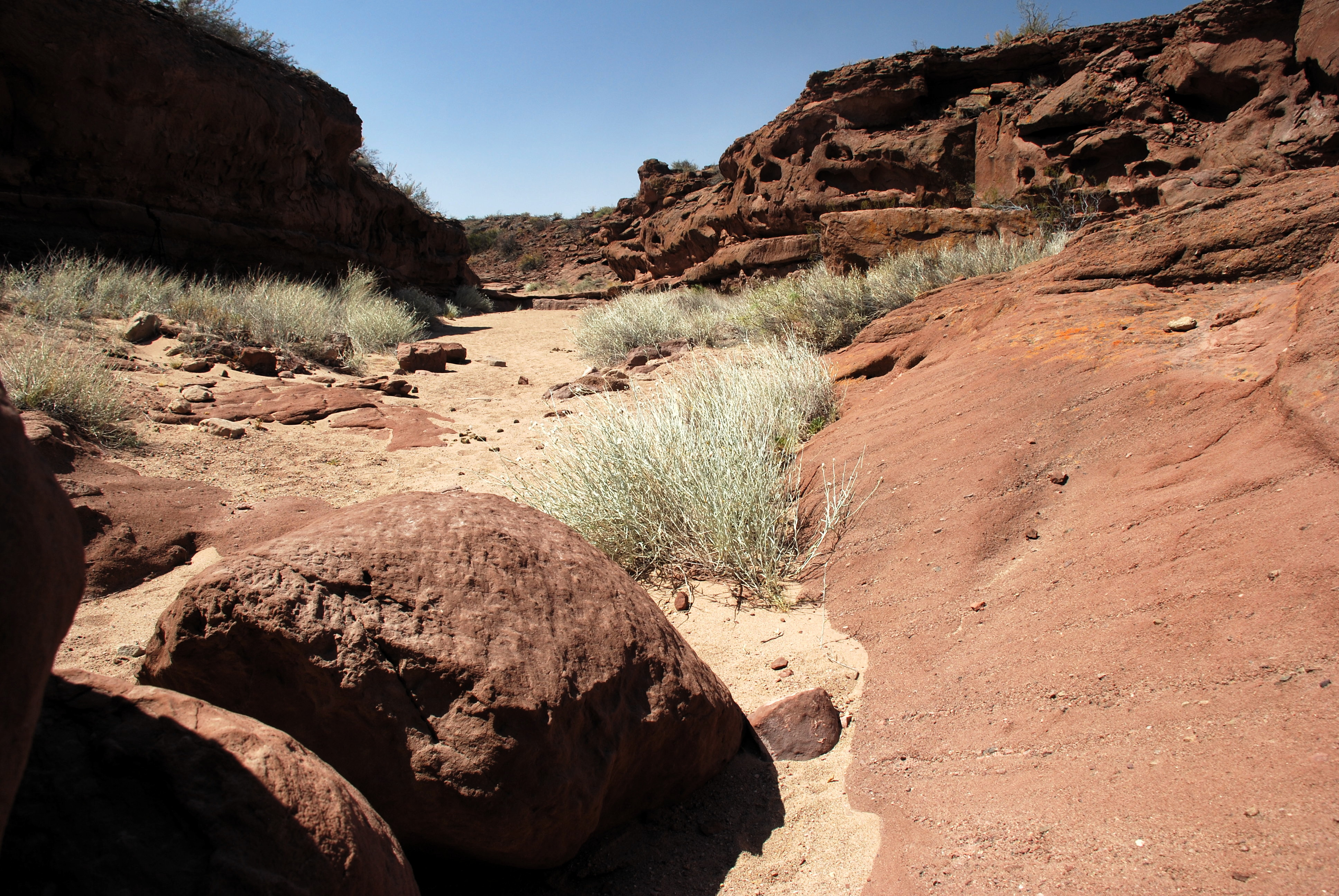
El Cañadón está compuesto por paredes de arenisca y arcilla roja superpuestas.

El Cañadón Escondido es un pequeño cañón ubicado en Villa El Chocón, provincia del Neuquén, Argentina.

## Geografía
Tiene una longitud de 12 kilómetros y una profundidad de 80 metros. Se encuentra precisamente a 3 kilómetros de El Chocón. El Cañadón desemboca en el Embalse Ezequiel Ramos Mexía, que separa la provincia de Neuquén con la de Río Negro.

## Historia
El Cañadón se destaca porque se encontraron huellas y restos fósiles de Sidersaura marae, una especie de dinosaurio. El nombre del cañón fue puesto en 1994, se debió a que cuando el Ministerio de Obras Públicas logró construir una ruta para llegar al mismo no se lograba visualizar a la distancia sino solamente cuando se llegaba al borde de él. El cañadón desde su descubrimiento es utilizado para estudios geológicos por parte de universidades Argentinas.

## Excursionismo
El Cañadón es comúnmente usado para hacer caminatas, recorrerlo dura aproximadamente tres horas en total y tiene un margen seguro de 2 kilómetros.